# Мария Смолникова
Мария Александровна Смолникова (родена на 17 декември 1987 г., Свердловск) е руска театрална и филмова актриса. Носител на наградата „Златна маска“ (2016 и 2020 г.).

## Биография
Мария Смолникова е родена на 17 декември 1987 г. в град Свердловск (сега Екатеринбург).
Учи в експериментално училище в Екатеринбург.
В младостта си тя играе в театъра за млади зрители в Нижни Новгород. При си третия опит тя влиза в ГИТИС за експериментален курс под ръководството на Евгений Каменкович и Дмитрий Кримов, който завършва през 2011 г.
Работи в „Училище за драматично изкуство“ в теарралната лаборатория под ръководството на Дмитрий Кримов, играе в пиесите „Смъртта на жирафа“, „Катя, Соня, Поля, Галя, Вера, Оля, Таня ...“ , „Горки-10“, „Руски блус. Гъбарство“, „Опус No7“ и др. През 2016 г. работата и в пиесата „О. Късна любов“ е удостоена с наградата „Златна маска“ за най-добра актриса в конкурса за драматични театрални представления.
През 2012 г. тя участва в главната роля във филма „Дъщеря“, режисиран от Наталия Назарова и Александър Касаткин. За тази роля актрисата получава награди от няколко филмови фестивала. През 2016 г. играе филателистка, страдаща от церебрална парализа, в късометражния филм на Наталия Назърова „Светулка“, който също е награден на редица филмови фестивали.
През 2013 г. тя участва във филма на Фьодор Бондарчук „Сталинград“.

## Филмография
| Година | Заглавие                         | Роля                                  |
| ------ | -------------------------------- | ------------------------------------- |
| 2011   | Красные фонтаны                  | Катя, дъщеря на Андрей и Алина        |
| 2012   | Без свидетелей                   | Маша Нефьодова                        |
| 2012   | Дочь                             | Инна Крайнова, ученичка               |
| 2012   | У Бога свои планы                | Вика                                  |
| 2013   | Форт Росс: В поисках приключений | библиотекарка                         |
| 2013   | Сталинград                       | Катя                                  |
| 2014   | Купри                            | Лиза                                  |
| 2015   | Обратная сторона луны            | Анфиса                                |
| 2015   | Рая знает                        | Вика, маникюристка                    |
| 2016   | После тебя                       | Алиса, преподавател в балетно училище |
| 2017   | Отчий берег                      | Лиля                                  |
| 2018   | Гурзуф                           | Алина Морозова                        |
| 2018   | Спарта                           | Тоша, съдебно-медицински експерт      |
| 2018   | Доктор Рихтер-2                  | Полина Мишина                         |
| 2021   | Ёлки 8                           | Снежанка                              |
| 2022   | Начальник разведки               | Кити Опенхеймър                       |
| 2022   | Заключение                       | Женя                                  |
| 2022   | Нина                             | Илона                                 |
| 2023   | Шаляпин                          | Иола Торнаги                          |
| 2023   | Кафе Куба                        | Наташа                                |
| 2023   | Волшебный участок                | Валентина Краснова                    |